# Ecorregión marina Tierra de Wilkes de la Antártida oriental
La ecorregión marina Tierra de Wilkes de la Antártida oriental (en  inglés East Antarctic Wilkes Land ) (224) es una georregión ecológica situada en aguas marinas próximas a la Antártida. Se la incluye en la provincia marina Antártida de alta continentalidad de la ecozona oceánica océano Austral (en inglés Southern Ocean).